# Apostolepis longicaudata
Apostolepis longicaudata är en ormart som beskrevs av Gomes 1921. Apostolepis longicaudata ingår i släktet Apostolepis och familjen snokar. Inga underarter finns listade i Catalogue of Life.
Arten förekommer i centrala Brasilien i delstaterna Tocantins, Maranhão och Piauí. Den lever i landskapet Cerradon och hittas ofta i galleriskogar. Individerna gräver i lövskiktet eller i det översta jordlagret. Det största exemplaret var utan svans 25,4 cm lång.
Omvandling av landskapet till jordbruksmark hotar i mindre mått beståndet. I utbredningsområdet finns minst en skyddszon. Allmänt är Apostolepis longicaudata vanligt förekommande. IUCN listar arten som livskraftig (LC).